# Tanaecia javana
Tanaecia javana är en fjärilsart som beskrevs av Hans Fruhstorfer 1898. Tanaecia javana ingår i släktet Tanaecia och familjen praktfjärilar. Inga underarter finns listade i Catalogue of Life.